# Massacre del bus
La massacre del bus (també coneguda com a incident o massacre d'Ayin-el-Remmaneh) es presenta habitualment com l'espurna que va desencadenar el conflicte sectari que va culminar en la guerra civil libanesa.

## Història
El 13 d'abril del 1975, en els suburbi cristià d'Ayin-el-Remmaneh, a l'est de Beirut, homes armats no identificats en un cotxe a gran velocitat van obrir foc contra membres del Partit Kataeb (també conegut com a Falanges Libaneses) que abandonaven una cerimònia a l'església maronita de Notre Dame de la Délivrance. Pierre Gemayel, líder del Kataeb i patriarca d'una de les famílies més poderoses de la Líban, estava present i va escapar il·lès de l'atac, que va deixar quatre morts i va ser immediatament atribuït a grups palestins.
Hores més tard, els partidaris de Gemayel es venjaren matant a 26 milicians del Front Popular per a l'Alliberament de Palestina - Comandament General (FPAP-CG una dissidència radical Front) que viatjaven en un autobús a Ayin-el-Remmaneh, després d'assistir a una conferència FPAP-CG, i estaven en camí al camp de refugiats palestí de Tel al-Zaatar. Conforme s'escampava la notícia de l'assassinat, esclataren enfrontaments armats entre les milícies palestines i les falanges a tot Beirut. Així les milícies que formaven part del Moviment Nacional Libanès entraren a la batalla al costat dels palestins.
Nombrosos intents d'alto el foc i negociacions polítiques van fracassar. La violència esporàdica va créixer fins a culminar en un guerra civil que va matar 80.000 persones en els dos anys següents.